# Hosur Estate, Sakleshpur
Hosur Estate là một làng thuộc tehsil Sakleshpur, huyện Hassan, bang Karnataka, Ấn Độ.